# Центар за разминирање
Центар за разминирање је посебна организација управе Србије организована као правно лице. Надзор над радом Центаром за разминирање врши Министарство унутрашњих послова.
Центром за разминирање управља директор, а тренутни директор је Бојан Гламочлија.

## Историјат
Центар за разминирање је основан 2002. године, у прво време као савезни орган при Министарству спољних послова, а 2003. године, одговарајућом одлуком Владе, постаје републички орган, прво као служба Владе, а касније као посебна организација.
Прве операције разминирања у Србији по Међународним стандардима за хуманитарно разминирање организоване су 2003. године. Послове разминирања по Међународним стандардима обављају специјализована предузећа и друге организације које су за те послове регистроване, технички опремљене и кадровски оспособљене.

## Надлежности
Центар за разминирање обавља стручне послове у области хуманитарног разминирања који се односе на:
- усклађивање разминирања у Србији
- припрему прописа из области разминирања
- прикупљање, обрађивање и чување података и вођење евиденција о површинама које су загађене минама и другим неексплодираним убојитим средствима, о разминираним површинама, о настрадалима од мина и других неексплодираних убојитих средстава
- опште и техничко извиђање површина за које се сумња да су загађене минама или другим неексплодираним убојитим средствима
- израду планова и пројеката за разминирање и праћење њиховог остваривања
- израду пројектних задатака за разминирање
- издавање одобрења предузећима и другим организацијама за обављање послова разминирања
- издавање пиротехничке књижице лицима која су оспособљена за обављање послова разминирања
- одобравање планова извођача радова за обављање разминирања на одређеној површини и издавање уверења да је одређена површина разминирана, односно очишћена од мина и других неексплодираних убојитих средстава
- контролу квалитета разминирања
- упознавање становништва са опасностима од мина и других неексплодираних убојитих средстава
- учешће у обуци лица за обављање послова општег и техничког извиђања и разминирања
- праћење примене међународних уговора и стандарда у области разминирања
- остваривање међународне сарадње
- друге послове одређене законима